# Niklas Larsen
Niklas Larsen (Slagelse, 22 de marzo de 1997) es un deportista danés que compite en ciclismo en las modalidades de pista, especialista en las pruebas de persecución por equipos y puntuación, y ruta.
Participó en tres Juegos Olímpicos de Verano, obteniendo tres medallas, bronce en Río de Janeiro 2016, en persecución por equipos (junto con Lasse Norman Hansen, Frederik Madsen y Casper von Folsach), plata en Tokio 2020, en persecución por equipos (con Lasse Norman Hansen, Frederik Madsen y Rasmus Pedersen), y bronce en París 2024, en madison (con Michael Mørkøv).
Ganó siete medallas en el Campeonato Mundial de Ciclismo en Pista entre los años 2016 y 2024, y ocho medallas en el Campeonato Europeo de Ciclismo en Pista entre los años 2016 y 2025.
En carretera obtuvo una medalla de plata en el Campeonato Europeo de Ciclismo en Ruta de 2019, en la prueba de ruta sub-23.

## Medallero internacional
| Juegos Olímpicos   | Juegos Olímpicos         | Juegos Olímpicos  | Juegos Olímpicos        |
| Año                | Lugar                    | Medalla           | Competición             |
| ------------------ | ------------------------ | ----------------- | ----------------------- |
| 2016               | Río de Janeiro (Brasil)  | Medalla de bronce | Persecución por equipos |
| 2020               | Tokio (Japón)            | Medalla de plata  | Persecución por equipos |
| 2024               | París (Francia)          | Medalla de bronce | Madison                 |
| Campeonato Mundial |                          |                   |                         |
| Año                | Lugar                    | Medalla           | Competición             |
| 2016               | Londres (Reino Unido)    | Medalla de bronce | Persecución por equipos |
| 2018               | Apeldoorn (Países Bajos) | Medalla de plata  | Persecución por equipos |
| 2019               | Pruszków (Polonia)       | Medalla de bronce | Persecución por equipos |
| 2023               | Glasgow (Reino Unido)    | Medalla de oro    | Persecución por equipos |
| 2024               | Ballerup (Dinamarca)     | Medalla de oro    | Persecución por equipos |
| 2024               | Ballerup (Dinamarca)     | Medalla de plata  | Puntuación              |
| 2024               | Ballerup (Dinamarca)     | Medalla de bronce | Madison                 |
| Campeonato Europeo |                          |                   |                         |
| Año                | Lugar                    | Medalla           | Competición             |
| 2016               | Saint-Quentin (Francia)  | Medalla de oro    | Puntuación              |
| 2017               | Berlín (Alemania)        | Medalla de plata  | Puntuación              |
| 2017               | Berlín (Alemania)        | Medalla de plata  | Madison                 |
| 2024               | Apeldoorn (Países Bajos) | Medalla de oro    | Puntuación              |
| 2024               | Apeldoorn (Países Bajos) | Medalla de plata  | Persecución por equipos |
| 2024               | Apeldoorn (Países Bajos) | Medalla de plata  | Ómnium                  |
| 2025               | Heusden-Zolder (Bélgica) | Medalla de oro    | Persecución por equipos |
| 2025               | Heusden-Zolder (Bélgica) | Medalla de plata  | Ómnium                  |

| Campeonato Europeo | Campeonato Europeo     | Campeonato Europeo | Campeonato Europeo |
| Año                | Lugar                  | Medalla            | Competición        |
| ------------------ | ---------------------- | ------------------ | ------------------ |
| 2019               | Alkmaar (Países Bajos) | Medalla de plata   | Ruta sub-23        |

## Palmarés
2018
- Gran Premio de Fráncfort sub-23
- 1 etapa del Rhône-Alpes Isère Tour
- 2.º en el Campeonato de Dinamarca en Ruta

2019
- Himmerland Rundt
- 3.º en el Campeonato de Dinamarca en Ruta
- 2.º en el Campeonato Europeo en Ruta sub-23
- Vuelta a Dinamarca
- Lillehammer GP

2021
- Tour de Fyen

2025
- Tour de Loir-et-Cher, más 1 etapa
- 2.º en el Campeonato de Dinamarca Contrarreloj
- 1 etapa de la Kreiz Breizh Elites

## Equipos
- Trefor/Virtu/Waoo (2016-2018)
  - Team Trefor (01.2016-07.2016)
  - Team Virtu-Pro VéloCONCEPT (07.2016-12.2016)
  - VéloCONCEPT (01.2017-09.2017)
  - Team Virtu Cycling (09.2017-07.2018)
  - Team Waoo (08.2018-12.2018)
- Team ColoQuick (2019)
- Uno-X (2020-2024)
  - Uno-X Norwegian Development Team (01.2020-06.2020)
  - Uno-X Pro Cycling Team (07.2020-2023)
  - Uno-X Mobility (2024)
- BHS-PL Beton Bornholm (2025-)